# Deer Trail
Deer Trail és una població dels Estats Units a l'estat de Colorado. Segons el cens del 2000 tenia 598 habitants.

## Demografia
Segons el cens del 2000, Deer Trail tenia 598 habitants, 247 habitatges, i 162 famílies. La densitat de població era de 230,9 habitants per km².
Dels 247 habitatges en un 33,6% hi vivien nens de menys de 18 anys, en un 53,8% hi vivien parelles casades, en un 8,9% dones solteres, i en un 34,4% no eren unitats familiars. En el 30,8% dels habitatges hi vivien persones soles el 15,4% de les quals corresponia a persones de 65 anys o més que vivien soles. El nombre mitjà de persones vivint en cada habitatge era de 2,42 i el nombre mitjà de persones que vivien en cada família era de 3,06.
Per edats la població es repartia de la següent manera: un 28,4% tenia menys de 18 anys, un 8,2% entre 18 i 24, un 28,1% entre 25 i 44, un 19,2% de 45 a 60 i un 16,1% 65 anys o més.
L'edat mediana era de 35 anys. Per cada 100 dones de 18 o més anys hi havia 99,1 homes.
La renda mediana per habitatge era de 30.481 $ i la renda mediana per família de 35.357 $. Els homes tenien una renda mediana de 31.324 $ mentre que les dones 21.750 $. La renda per capita de la població era de 16.000 $. Entorn del 3% de les famílies i el 5,5% de la població estaven per davall del llindar de pobresa.

## Poblacions més properes
El següent diagrama mostra les poblacions més properes.